# Bezednia
Bezednia – część wsi Majdan Sitaniecki położona w Polsce, w województwie lubelskim, w powiecie zamojskim, w gminie Stary Zamość.
W latach 1975–1998 miejscowość należała administracyjnie do województwa zamojskiego.